# Eoattopsis hirsutus
Eoattopsis
Genre
Espèce
Eoattopsis hirsutus, unique représentant du genre Eoattopsis, est une espèce fossile d'araignées aranéomorphes de la famille des Salticidae.

## Distribution
Cette espèce a été découverte dans du gypse à Aix-en-Provence en France. Elle date du Paléogène.

## Publication originale
- Gourret, 1887 : Recherches sur les Arachnides tertiaires d’Aix en Provence. Recueil Zoologique Suisse, vol. 4, p. 431–496.